# Jean Deslions
Jean Deslions (o Deslyons; Pontoise, 1615 – 26 marzo 1700) è stato un teologo francese, decano e teologo a Senlis e  dottore della Casa e Società di Sorbona.

## Opere
- Eclaircissement de l'ancien droit de l'Evêque et de l'Eglise de Paris sur Pontoise et le Vexin François, contre les prétentions des archevêques de Rouen; et les fausses idées des Aréopagistes. Avec la réfutation du livre intitulé: Cathedra Rotomagensis in suam Dioecesanam Pontesiam,  (1694) . Questo libro è un trattato dell'antico diritto del Vescovado di Parigi sopra Pontoise e  contiene un discorso che Jean Deslions fece a François Rouxel de Médavy  nel 1673.
- Trattati singolari e nuovi contro il Paganesimo del “ Le Roi Boit”.

Scrisse anche altre opere curiose e piene d'erudizione.